# Семич (Хорватія)
Семич (хорв. Semić) — населений пункт у Хорватії, в Істрійській жупанії у складі громади Лупоглав.

## Населення
Населення за даними перепису 2011 року становило 94 осіб.
Динаміка чисельності населення поселення:

## Клімат
Середня річна температура становить 10,72 °C, середня максимальна – 23,21 °C, а середня мінімальна – -2,58 °C. Середня річна кількість опадів – 1337 мм.
| Клімат поселення                              | Клімат поселення | Клімат поселення | Клімат поселення | Клімат поселення | Клімат поселення | Клімат поселення | Клімат поселення | Клімат поселення | Клімат поселення | Клімат поселення | Клімат поселення | Клімат поселення | Клімат поселення |
| Показник                                      | Січ.             | Лют.             | Бер.             | Квіт.            | Трав.            | Черв.            | Лип.             | Серп.            | Вер.             | Жовт.            | Лист.            | Груд.            |                  |
| Середній максимум, °C                         | 8,29             | 8,62             | 10,95            | 14,86            | 18,90            | 22,63            | 23,10            | 23,21            | 19,17            | 14,87            | 9,85             | 7,45             |                  |
| Середня температура, °C                       | 2,86             | 3,18             | 5,51             | 9,42             | 13,46            | 17,18            | 19,68            | 19,78            | 15,74            | 11,44            | 6,44             | 4,01             |                  |
| Середній мінімум, °C                          | −2,58            | −2,26            | 0,06             | 3,98             | 8,02             | 11,73            | 16,24            | 16,37            | 12,31            | 8,01             | 3,00             | 0,58             |                  |
| Норма опадів, мм                              | 102              | 83               | 99               | 109              | 97               | 114              | 79               | 104              | 114              | 147              | 159              | 130              |                  |
| Середньомісячна швидкість вітру, м/с          | 2.21             | 2.46             | 2.62             | 2.56             | 2.34             | 2.23             | 2.15             | 2.14             | 2.14             | 2.34             | 2.44             | 2.38             |                  |
| Середньомісячна сонячна радіація, кДж/м²·день | 4490             | 7385             | 10558            | 14800            | 18911            | 20490            | 21462            | 18371            | 13846            | 8959             | 4861             | 3764             |                  |
| --------------------------------------------- | ---------------- | ---------------- | ---------------- | ---------------- | ---------------- | ---------------- | ---------------- | ---------------- | ---------------- | ---------------- | ---------------- | ---------------- | ---------------- |
| Джерело:                                      |                  |                  |                  |                  |                  |                  |                  |                  |                  |                  |                  |                  |                  |